# Geoyeo-dong
Geoyeo-dong là một phường, dong của Songpa-gu, Seoul, Hàn Quốc.

## Vận chuyển
- Ga Geoyeo của Tuyến Seoul 5

## Liên kết
- (tiếng Hàn) Trang dân cư Geoyeo 1-dong Lưu trữ ngày 28 tháng 10 năm 2017 tại Wayback Machine
- Bản đồ Songpa-gu